# Pargny-sur-Saulx
Pargny-sur-Saulx è un comune francese di 1 981 abitanti situato nel dipartimento della Marna nella regione del Grand Est. Gli abitanti sono chiamato Les Pargnysiens.

## Società

### Evoluzione demografica
Abitanti censiti